# Czołg Rhino

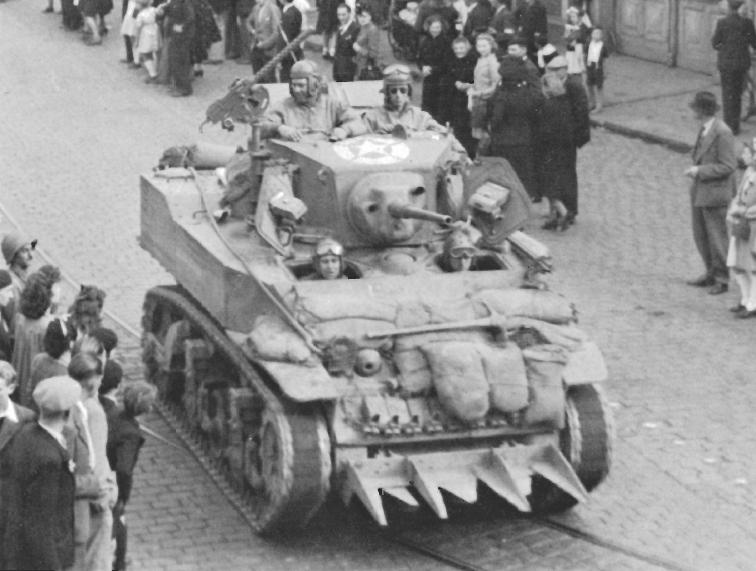
Czołg M3/M5 Stuart uzbrojony w „kły”

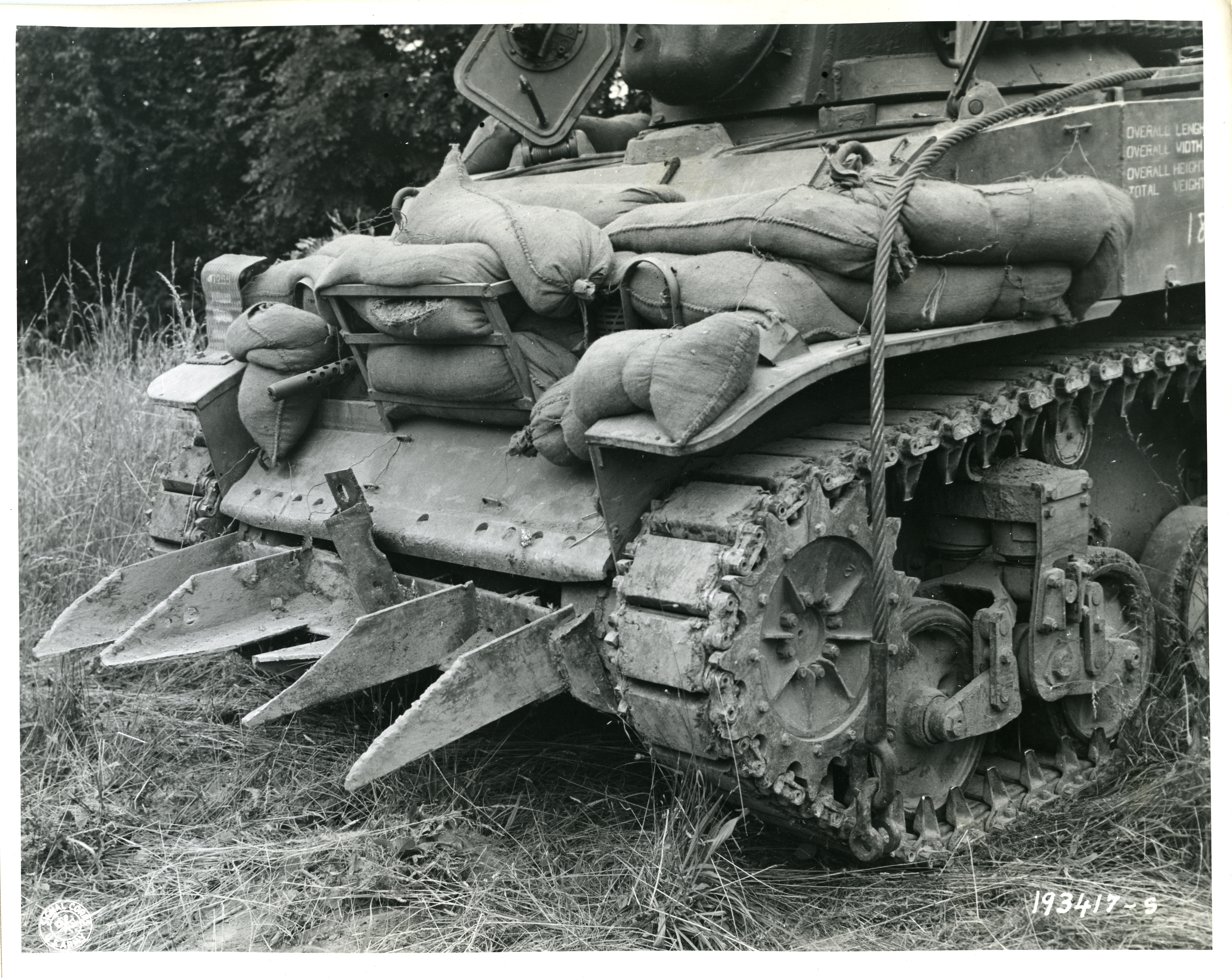
„Kły” czołgu M3/M5 Stuart wykonane z jeży zdobytych na plażach Normandii

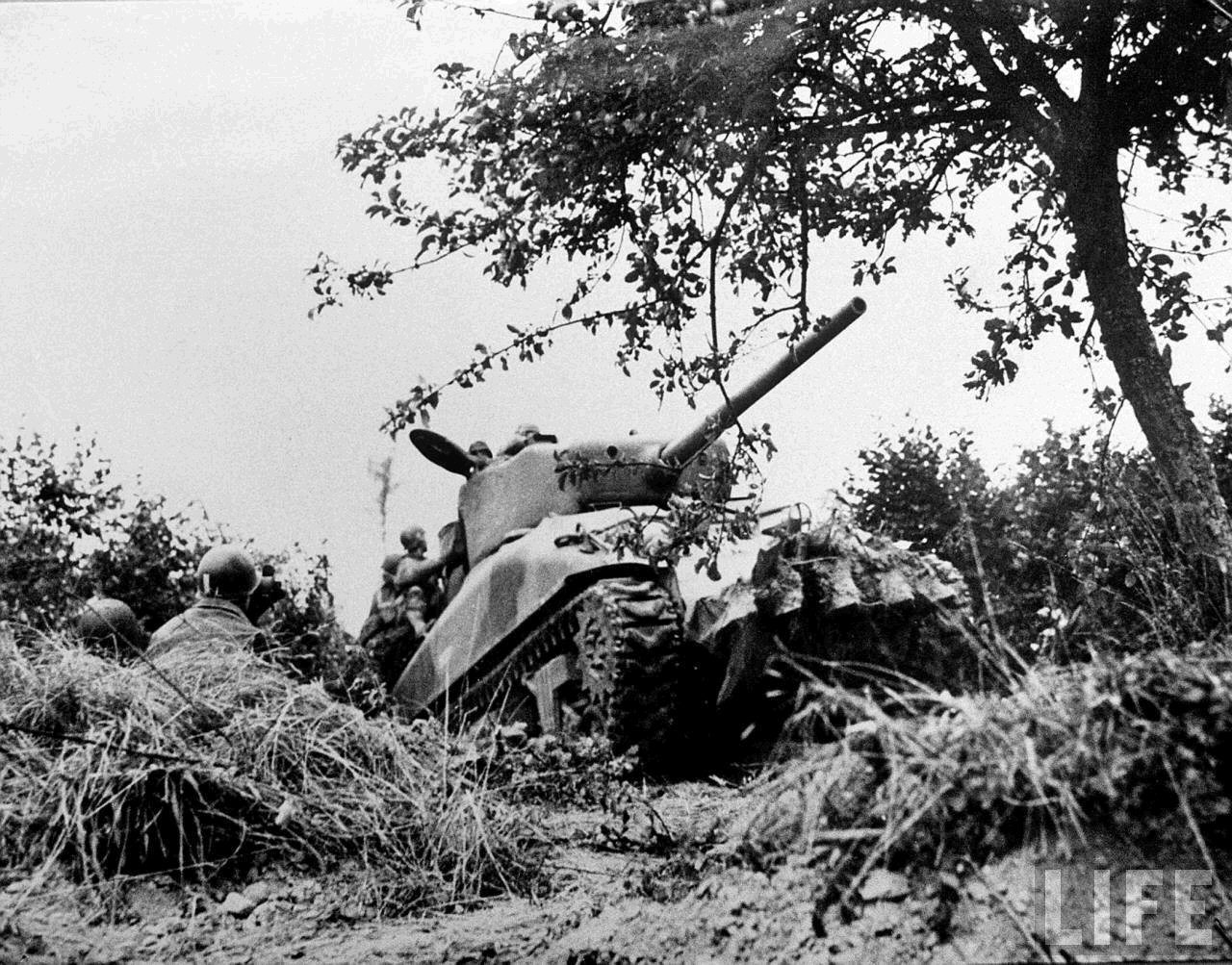
Czołg M4 Sherman z „kłami”

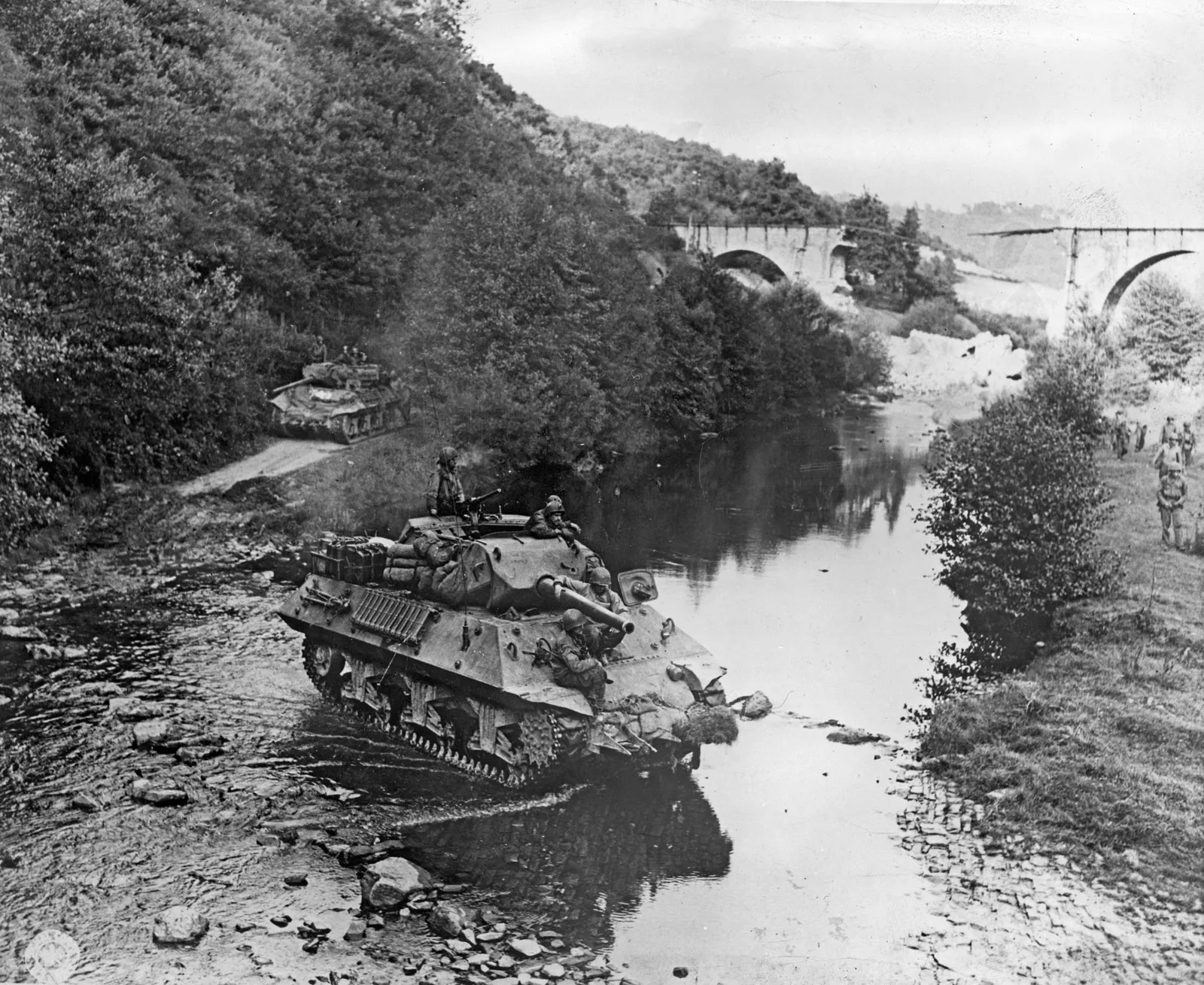
Niszczyciel czołgów M10 Wolverine uzbrojony w „kły”

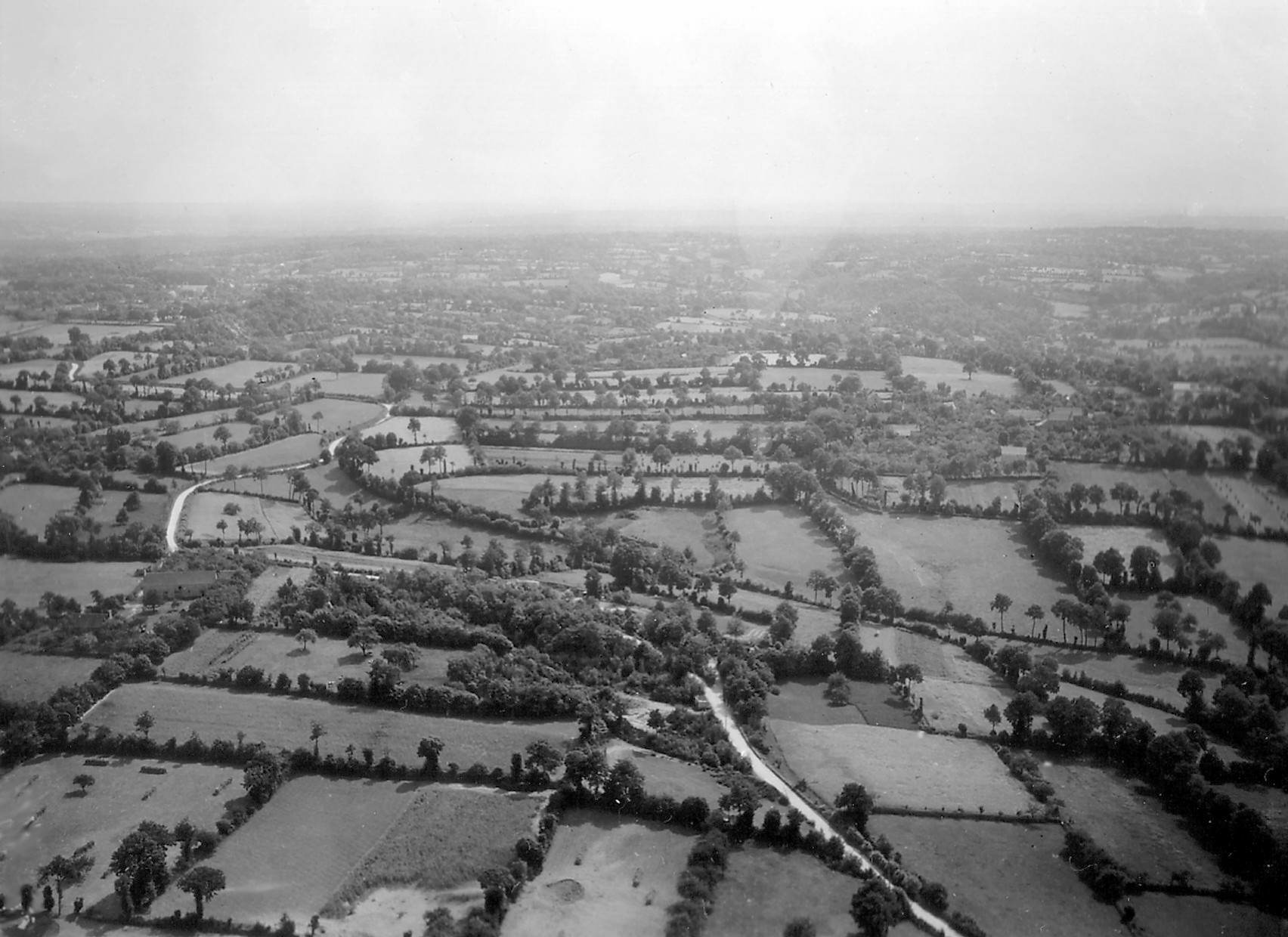
Tradycyjna forma bocage na półwyspie Cotentin we Francji

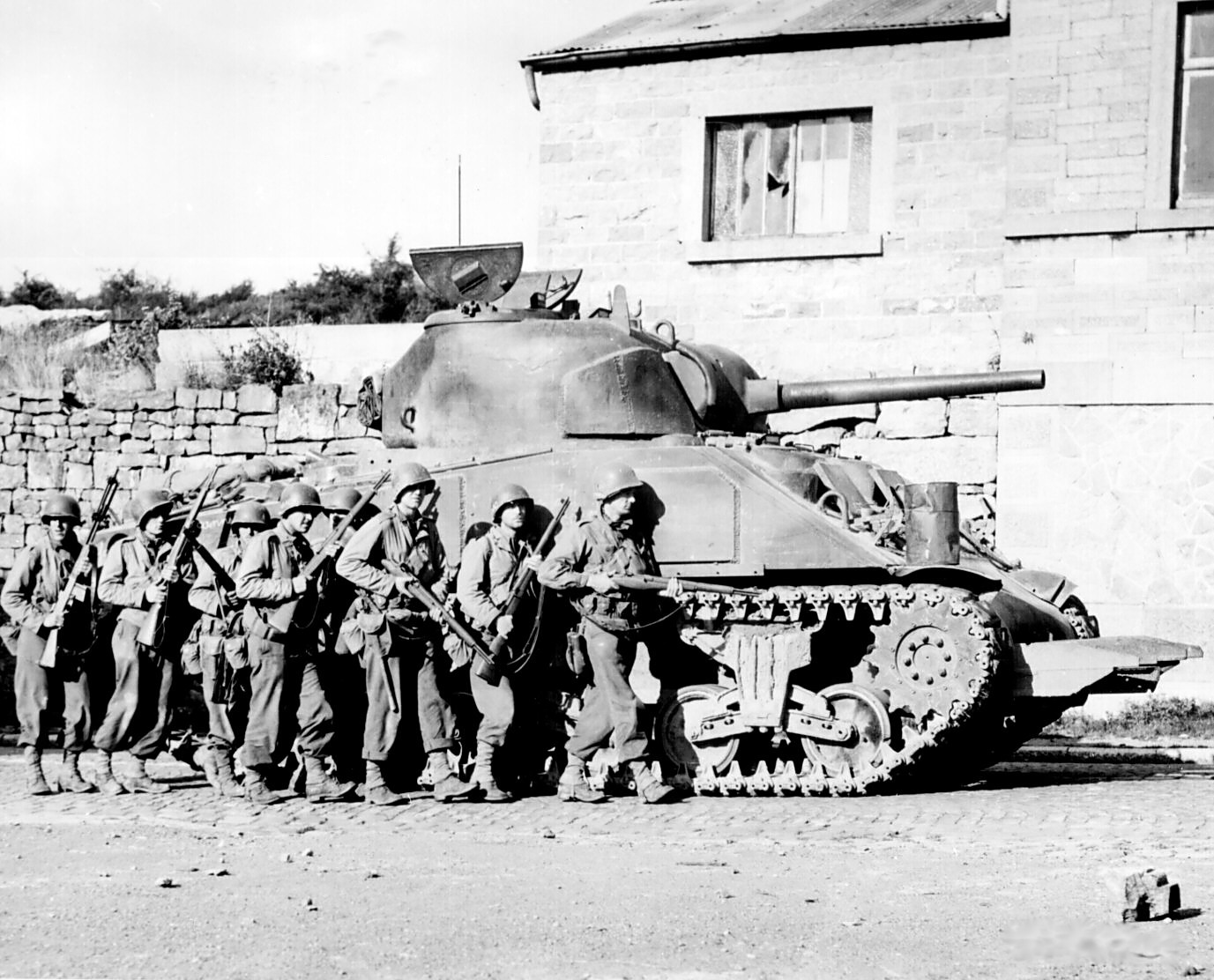
Amerykańska piechota przy czołgu M4 Sherman z „kłami”

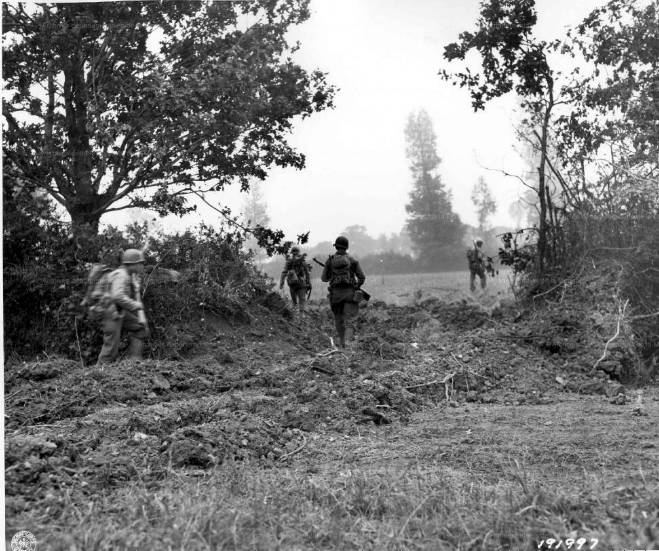
Żołnierze przechodzą przez dziurę w żywopłocie wykonaną przez buldożer

Czołg Rhino (ang. Rhino tank) – amerykański przydomek alianckich czołgów wyposażonych w „kły” do niszczenia bocage podczas II wojny światowej. Brytyjska nazwa tej modyfikacji brzmiała „Prongs”.

## Geneza
Po lądowaniu w Normandii w czerwcu 1944 roku, gdy wojska alianckie nacierały w głąb lądu od północnego wybrzeża Francji, znalazły się w obszarze znanym jako bocage. Rzeczywisty obszar bocage rozciąga się od terenu bezpośrednio na zachód od Arromanches-les-Bains, w tym całego półwyspu Cotentin, na południe od Bretanii, Maine i Wandei; w niektórych miejscach teren ten rozciąga się na 80 kilometrów. Krajobraz ten składał się z dużych zboczy ziemnych o średniej wysokości 1,2 metra, pokrytych splątanymi żywopłotami, krzewami i drzewami, które otaczały małe porośnięte pola o nieregularnych kształtach, których bok zazwyczaj nie przekraczał 91 metrów. Charakter żywopłotów – „solidne nasypy, w połowie ziemia, w połowie żywopłot” o wysokości do 4,6 metra z mocnym, zazębiającym się systemem korzeniowym – sprawiał, że ich wykopywanie było niezwykle trudne, nawet przy użyciu specjalistycznych maszyn. Jedynymi ścieżkami między tymi nasypami były wąskie, zagłębione drogi. Ruch czołgów był poważnie ograniczony, co uniemożliwiło siłom alianckim wykorzystanie ich przewagi w pojazdach. Pagórkowaty krajobraz był również usiany małymi rzekami, lasami i drzewami owocowymi, a także rozrzuconymi kamiennymi domami gospodarczymi i ich zabudowaniami gospodarczymi.
Aliancka piechota, w szczególności Amerykanie, stanęła do walki z Niemcami, którzy w wielu miejscach wykopali okopy bezpośrednio w nasypach żywopłotów, zapewniając swoim karabinom maszynowym i strzelcom ochronę przed ogniem artyleryjskim z góry. Te pozycje obronne ograniczały zdolność sił amerykańskich do koordynowania ataków na dużą skalę lub otrzymywania wystarczającego i dokładnego wsparcia artyleryjskiego. Stanowiska, które istniały w żywopłotach, były dodatkowo osłonięte niemiecką bronią przeciwpiechotną i przeciwpancerną; czołgi przemieszczające się przez te luki były natychmiast atakowane. Alianckie czołgi były w stanie przebić się przez żywopłoty, ale robiąc to, odsłaniały swój słaby pancerz. Taktyka w czerwcu 1944 roku w Normandii obejmowała saperów wykorzystujących materiały wybuchowe do wybijania dziur w żywopłotach, aby czołgi mogły się przez nie przejechać; jednak eksplozje te często zwracały uwagę Niemców, którzy natychmiast kierowali tam swój ogień.

## Wynalazek
Przed rozpoczęciem operacji Cobra (amerykańskiej ofensywy podczas kampanii w Normandii) opracowano rozwiązania dotyczące tego, w jaki sposób czołgi mogłyby skutecznie wspierać ofensywę na tym terenie. Do otwierania luk w żywopłotach używano buldożerów lub czołgów zmodyfikowanych do przenoszenia lemiesza buldożera. Niektóre żywopłoty były tak gęste, że saperzy musieli najpierw wysadzić dziurę w nasypie, którą później oczyszczał i poszerzał buldożer. Ten czasochłonny proces spowalniał postęp ofensywy aliantów i pogłębiał się przez problem łatwo widocznych buldożerów i czołgów, które były celem niemieckich artylerzystów, aby uniemożliwić aliantom przebicie się. Przez cały lipiec różne amerykańskie jednostki tworzyły „niezliczone” wynalazki, aby szybko przejechać czołgami przez żywopłoty bez narażania ich słabego pancerza na spodzie. Nożyce do żywopłotu opracowane przez 79 Dywizję Piechoty były w użyciu 5 lipca, a kilka dni później XIX Korpus zademonstrował zestaw „kłów”, które pierwotnie opracowano w celu tworzenia otworów do umieszczania ładunków wybuchowych. Siła tych „kłów” była w stanie unieść i usunąć część żywopłotu, na tyle, aby czołg mógł przebić się na drugą stronę.
Wynalezienie urządzenia do przełamywania żywopłotów przypisuje się na ogół Curtisowi G. Culinowi, sierżantowi z amerykańskiej 2 Dywizji Pancernej. Jednak brytyjski historyk wojskowości Max Hastings zauważa, że Culin został zainspirowany przez „pewnego wieśniaka z Tennessee o imieniu Roberts”, który podczas dyskusji o tym, jak pokonać bocage, powiedział: „Dlaczego nie zdobędziemy zębów piły i nie zamontujemy ich z przodu czołgu, aby przeciąć te żywopłoty?” Zamiast dołączyć do śmiechu, który powitał tę uwagę, Culin dostrzegł potencjał tego pomysłu. Prototyp przypominającego kły urządzenia został stworzony przez przyspawanie stalowego złomu (ze zniszczonych jeży) do przodu czołgu, aby stworzyć nożyce do żywopłotu. Zęby pomogły zapobiec odsłonięciu wrażliwego spodu czołgu, gdy wybijał dziurę w żywopłocie. 14 lipca generał porucznik Omar Bradley dokonał inspekcji czołgu i „z podziwem obserwował, jak żywopłot eksploduje... aby zrobić miejsce dla przebijającego się Shermana”. Według Hastingsa, Culin, „uczciwy człowiek”, próbował oddać Robertsowi zasługi, ale zapomniano o tym w rozgłosie otaczającym wynalazek. Hastings podsumowuje: „[Culin] stał się bardzo amerykańskim rodzajem bohatera narodowego”.
Oficjalny amerykański historyk kampanii, Martin Blumenson, zauważa, że Bradley, pod wrażeniem, nakazał produkcję urządzenia w dużych ilościach. Początkowo robiono to przy użyciu stali odzyskanej z tysięcy przeszkód, takich jak jeże, które Niemcy umieścili na francuskich plażach podczas budowy Wału Atlantyckiego. Bradley wysłał również pułkownika Johna Medarisa (z Departamentu Uzbrojenia Armii Stanów Zjednoczonych) z powrotem do Wielkiej Brytanii, aby zmodyfikować czołgi przed wysłaniem ich do Francji, i zorganizował transport lotniczy dodatkowego sprzętu do spawania i załóg do Francji.
Wyprodukowano około 500 zestawów, nazywanych przez Amerykanów „urządzeniem Culin Rhino” lub „nożycami do żywopłotów Culin”. Urządzenia te wykorzystano do modyfikacji prawie trzech czwartych czołgów M4 Sherman i M3/M5 Stuart oraz niszczycieli czołgów M10 Wolverine z amerykańskiej 2 Dywizji Pancernej w ramach przygotowań do operacji Cobra. Brytyjscy Royal Electrical and Mechanical Engineers (REME) nazywali urządzenia „Prongs” i wyprodukowali 24 z byłych niemieckich zapór na plażach Normandii, ale później „Prongs” były produkowane w Wielkiej Brytanii. Do sierpnia dostarczono sześćset Mark I Prongs, które miały zostać zamontowane w czołgu Sherman V. Wyprodukowano kolejne 1000 Mark II Prongs, które miały zostać zamontowane w Shermanie i M10 Wolverine, a 500 Mark III Prongs wyprodukowano dla czołgu Mk VIII Cromwell. Uważano, że czołgi Mk IV Churchill nie potrzebują „Prongs”, ale niektóre zostały w nie wyposażone.

## Użycie
Australijski korespondent wojenny Chester Wilmot napisał po wojnie, że niemiecki plan obronny mający na celu powstrzymanie Amerykanów polegał na „bardzo delikatnym utrzymywaniu linii frontu i skupieniu się na utrzymaniu skrzyżowań dróg na głębokość trzech lub czterech mil za frontem”, z zamiarem opóźnienia przełamania poprzez zmniejszenie prędkości natarcia do tempa, z jakim mogła sobie poradzić piechota. Po rozpoczęciu operacji Cobra wojska alianckie były w stanie ominąć niemieckie pozycje, korzystając z czołgów Rhino, co pozwoliło na kontynuację natarcia, pozostawiając silne punkty do zajęcia się przez piechotę i saperów.
Martin Blumenson opisuje, jak podczas rozpoczęcia operacji Cobra czołgi z 2 Dywizji Piechoty, wspierane przez artylerię, nacierały bez piechoty przez dwadzieścia minut, pokonując kilkaset jardów i robiąc dziury w żywopłotach, zanim powróciły do pozycji wyjściowej. Następnie czołgi i piechota szybko nacierały razem, zanim Niemcy zdołali ponownie ustanowić swoje pozycje obronne.
Podczas operacji Bluecoat (brytyjskiej ofensywy w czasie kampanii w Normandii) brytyjskie czołgi Churchill wyposażone w „Prongs” były w stanie przemierzać teren uważany za nieprzejezdny dla pojazdów gąsienicowych, zaskakując tym samym niemieckich obrońców.
Amerykański historyk wojskowości Steven Zaloga twierdzi, że urządzenia te „nie były tak szeroko stosowane, jak sugeruje legenda”, ani nie były tak skuteczne, jak się często uważa. Jednak Max Hastings i Chester Wilmot przypisują wynalazkowi przywrócenie manewrowości na polu bitwy siłom alianckim. Martin Blumenson stwierdza, że chociaż urządzenie przywróciło mobilność w terenach porośniętych żywopłotami, „miało niewielką wartość taktyczną podczas przełamań, z wyjątkiem ewentualnego czynnika morale żołnierzy, ponieważ czołgi poruszały się drogami, a nie na przełaj”.